# Série Millennium
A Série Millennium é uma série composta de três volumes escritos pelo jornalista sueco Stieg Larsson, três volumes pelo também sueco David Lagercrantz, e ainda um volume escrito por Karin Smirnoff. Os livros são: Män som hatar kvinnor, Flickan som lekte med elden, Luftslottet som sprängdes,  Det som inte dödar oss, Mannen som sökte sin skugga, Hon som måste dö e Havsörnens skrik. A trilogia original saiu anualmente entre 2005 e 2007 na Suécia, enquanto no Brasil e em Portugal, o primeiro volume foi lançado em 2008, e o segundo e o terceiro  em 2009. Os outros livros tiveram lançamentos globais em 2015, 2017, 2019 e 2022.
O tema da violência sexual contra as mulheres nos seus livros deve-se ao fato de que Larsson, enojado, testemunhou o estupro coletivo de uma jovem quando ele tinha 15 anos. O autor nunca se perdoou por não ajudar a garota, cujo nome era Lisbeth - como a jovem heroína de seus livros, e resolveu dedicá-los a ela.
Em 2013, o escritor sueco David Lagercrantz foi convidado pela editora Norstedts a assumir a continuação da série, ignorando os manuscritos deixados pelo autor em posse de sua companheira - impossibilitada pela justiça a continuar a escrever a série, pois ela e Larsson não eram legalmente casados. O 4º volume da Tetralogia Millennium foi publicado em 2015, com o título Det som inte dödar oss (literalmente: O que não nos mata), e traduzido para português como A Garota na Teia de Aranha e A Rapariga Apanhada na Teia de Aranha.
 Lagercrantz escreveu mais dois livros, declarando que o terceiro, Hon som måste dö, seria seu último.
Em 2021, a editora Polaris adquiriu os direitos da franquia e anunciou que faria uma nova trilogia, a ser escrita pela autora sueca Karin Smirnoff.
No Brasil, a série é publicada pela editora Companhia das Letras, e em Portugal, pela editora Oceanos e pela Dom Quixote.

## Volumes
- Millennium 1 - Män som hatar kvinnor (br: Os Homens que Não Amavam as Mulheres; pt: Os Homens que Odeiam as Mulheres).
- Millennium 2 - Flickan som lekte med elden (br: A Menina que Brincava com Fogo; pt: A Rapariga que Sonhava com uma Lata de Gasolina e um Fósforo).
- Millennium 3 - Luftslottet som sprängdes (br: A Rainha do Castelo de Ar; pt: A Rainha no Palácio das Correntes de Ar).
- Millennium 4 - Det som inte dödar oss (br: A Garota na Teia de Aranha;[12] pt: A Rapariga Apanhada na Teia de Aranha[13]).
- Millennium 5 - Mannen som sökte sin skugga (br: O Homem que buscava a sua sombra;[14] pt: O Homem que perseguia a sua sombra).
- Millennium 6 - Hon som måste dö (br: A Garota Marcada para Morrer;[7] pt: A rapariga que viveu duas vezes[15]).
- Millennium 7 - Havsörnens skrik (pt: A Rapariga nas Garras da Águia)

Em junho de 2015, 80 milhões de cópias haviam sido vendidas no mundo todo, em mais de 50 países.

## Adaptações
A trilogia original foi adaptada para a televisão sueca em 2010 na minissérie em 6 episódios Millennium, lançada internacionalmente como três longas-metragens separados pelo livro adaptado, com a atriz Noomi Rapace no papel de Lisbeth Salander, e Michael Nyqvist no papel de Mikael Blomkvist.
O estúdio estadunidense Columbia Pictures adaptou o primeiro livro em The Girl with the Dragon Tattoo,  dirigido por David Fincher e com Rooney Mara como Lisbeth e Daniel Craig fazendo Blomkvist, mas a versão hollywoodiana só fez adaptação do primeiro livro da série, antes de decidir pular direto para os volumes de Lagercrantz com The Girl in the Spider's Web. Claire Foy assumiu o papel de Lisbeth, com Sverrir Gudnason como Blomkvist.